# Aikaterini Laskaridou
Aikaterini Laskaridou (grekiska: Αικατερίνη Λασκαρίδου), född 1842 i Wien, död 1916 i Aten, var en grekisk feminist.
Laskaridou ivrade för bättre utbildning för kvinnor i Grekland. Hon öppnade de första barnträdgårdarna i landet och utbildade lärare för dessa. Hon öppnade verkstäder, i vilka fattiga kvinnor kunde få grundläggande utbildning samt skrev många artiklar om barnuppfostran och utbildning.